# 스티브 얼
스티브 얼(Steve Earle, 1955년 1월 17일 ~ )은 미국의 싱어송라이터이자 배우이다.

## 출연 작품

### 영화
- 포크의 여왕, 존 바에즈
- 리프 오브 그래스
- 러브 샤인스
- 프로블레마
- 더 월드 메이드 스트레이드
- 딕시랜드
- 미스포춘

### 드라마
- 트레메 1(HBO)